# こんなに好きになっちゃっていいの?
「こんなに好きになっちゃっていいの?」（こんなにすきになっちゃっていいの?）は、日本の女性アイドルグループ日向坂46の楽曲。秋元康が作詞、前迫潤哉と7th Avenueが作曲した。2019年10月2日に3枚目のシングルとしてSony Recordsより発売された。楽曲のセンターポジションは小坂菜緒が務めた。

## 背景とリリース
前作『ドレミソラシド』から約3か月ぶりのシングルとなった。
Blu-ray付属の初回仕様限定盤 TYPE-A・B・C、CDのみの通常盤の4形態で発売。
今作で3作目となる表題曲「こんなに好きになっちゃっていいの?」は、前作「ドレミソラシド」や、デビュー作「キュン」と比較した際、過去2作が持つフレッシュなアイドル感は削がれ、代わりに哀愁や切なさといった雰囲気が壮大に押し出されている。歌詞の一人称がこれまで多く使われてきた「僕」から「私」へと変化しており、女性目線の恋心が綴られている。
楽曲は、ピアノやストリングスといったアコースティック（非電気的）なサウンドに仕上がっているものの、エレクトリック（電気的）なリズム部も前面に出ていることで美しいダンサブルなバラードソングとして成立している。過去に「JOYFUL LOVE」を作曲した前迫潤哉が本作を作曲し、編曲は海外出身の日本人を含むプロデュースユニットの7th Avenueが手掛けている。 7th Avenueは前迫と共に作曲面でも参加しており、本作は前迫と7th Avenueのコライト作品である。
過去2作ではキャッチーな楽曲と振付を前面に押し出し、徹底したアイドル路線を貫いていたが、「日向坂46」へと改名する前の「けやき坂46」時代では幅広いジャンルを歌っており、メンバーの境遇を歌う曲や人生の応援歌などエモーショナルな楽曲も多く持つ。そうした背景を踏まえ、AORサウンドのような今作は原点復帰とも言える大きなターニングポイントとされ、同時に改名後のグループブランドを確立させる作品であるとされている。
2020年9月21日、活動休止により楽曲不参加だった濱岸ひよりが表題曲を『CDTVライブ!ライブ! 秋のリクエストフェス!ラブソング4時間SP』（TBS）にて初歌唱した。

## アートワーク

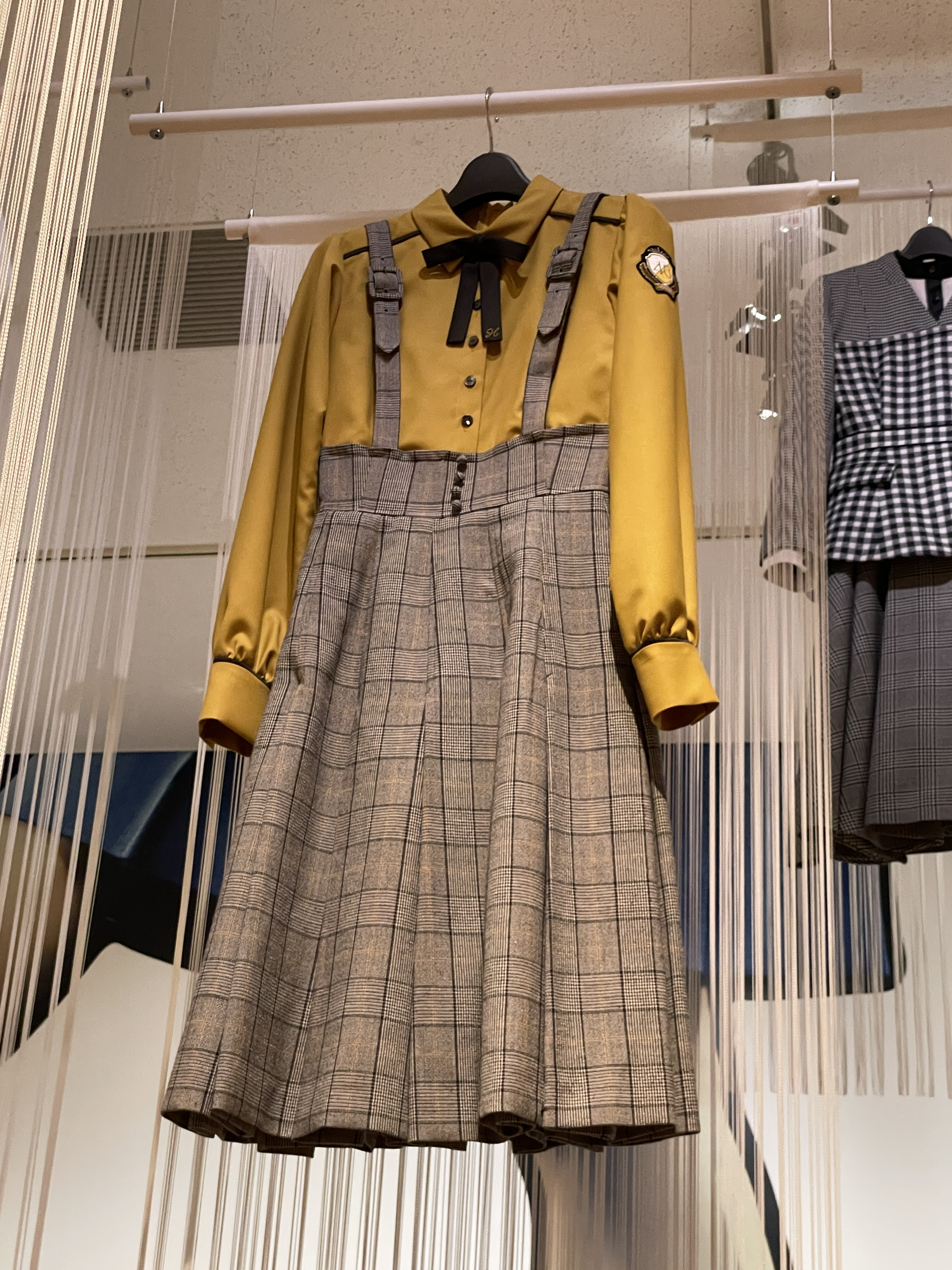
六本木ミュージアムの日向坂46展「WE R!」で展示された『こんなに好きになっちゃっていいの? 』の衣装（2024年5月13日撮影）

| TYPE-A 表 | 小坂菜緒・齊藤京子・加藤史帆                                                                 |
| TYPE-B 表 | 佐々木美玲・渡邉美穂・高本彩花                                                               |
| TYPE-C 表 | 金村美玖・松田好花・東村芽依                                                                 |
| 通常版 表 | 佐々木久美・丹生明里・河田陽菜・高瀬愛奈・宮田愛萌・上村ひなの・富田鈴花・潮紗理菜・井口眞緒 |

## チャート成績
2019年10月14日付のオリコン週間ランキングで初週推定売上約47万7000枚を記録し、初登場1位を獲得した。1stシングルから3作連続での初週40万枚超えはKAT-TUN以来12年10か月ぶりとなり、女性アーティストとしては初の記録となった。

## ミュージック・ビデオ
こんなに好きになっちゃっていいの?
監督：池田一真 / 振付：CRE8BOY / 制作：P.I.C.S. 
兵庫県公館と神戸国際会館こくさいホールの2か所で撮影され、ステージや大階段、レセプションルーム、会議室などで多彩なコンテンポラリーダンスを繰り広げる。また、オーケストラをバックにパフォーマンスするシーンでは、ドローンを使って撮影された。

## メディアでの使用
こんなに好きになっちゃっていいの?
カレーハウスCoCo壱番屋「ココイチdeもっとHAPPY!」キャンペーンCMソング。
川は流れる
文化放送『日向坂46の「ひ」』エンディングテーマ。
まさか 偶然…
InterFM897『佐藤満春のジャマしないラジオ』エンディングテーマ。

## シングル収録トラック

### Type-A
| #         | タイトル                                             | 作詞      | 作曲                 | 編曲       | 時間  |
| --------- | ---------------------------------------------------- | --------- | -------------------- | ---------- | ----- |
| 1.        | 「こんなに好きになっちゃっていいの?」                | 秋元康    | 前迫潤哉、7th Avenue | 7th Avenue | 5:19  |
| 2.        | 「ホントの時間」                                     | 秋元康    | 野村陽一郎           | 野村陽一郎 | 5:03  |
| 3.        | 「まさか 偶然…」                                     | 秋元康    | ふるっぺ             | ふるっぺ   | 5:02  |
| 4.        | 「こんなに好きになっちゃっていいの? off vocal ver.」 |           | 前迫潤哉、7th Avenue | 7th Avenue | 5:19  |
| 5.        | 「ホントの時間 off vocal ver.」                      |           | 野村陽一郎           | 野村陽一郎 | 5:03  |
| 6.        | 「まさか 偶然… off vocal ver.」                      |           | ふるっぺ             | ふるっぺ   | 5:01  |
| 合計時間: | 合計時間:                                            | 合計時間: | 合計時間:            | 合計時間:  | 30:47 |

| #         | タイトル                                          | 作詞      | 作曲・編曲 | 監督     | 時間 |
| --------- | ------------------------------------------------- | --------- | ---------- | -------- | ---- |
| 1.        | 「こんなに好きになっちゃっていいの? Music Video」 |           |            | 池田一真 | 5:29 |
| 2.        | 「ホントの時間 Music Video」                      |           |            | 荒伊玖磨 | 5:11 |
| 3.        | 「井口眞緒」(ひなたの休日)                        |           |            | 鈴木郁実 | 7:50 |
| 4.        | 「高本彩花」(ひなたの休日)                        |           |            | 鈴木郁実 | 9:56 |
| 5.        | 「金村美玖」(ひなたの休日)                        |           |            | 鈴木郁実 | 9:53 |
| 6.        | 「河田陽菜」(ひなたの休日)                        |           |            | 鈴木郁実 | 8:00 |
| 7.        | 「丹生明里」(ひなたの休日)                        |           |            | 鈴木郁実 | 9:38 |
| 8.        | 「宮田愛萌」(ひなたの休日)                        |           |            | 鈴木郁実 | 8:13 |
| 合計時間: | 合計時間:                                         | 合計時間: | 64:10      |          |      |

### Type-B
| #         | タイトル                                                                       | 作詞      | 作曲                 | 編曲             | 時間  |
| --------- | ------------------------------------------------------------------------------ | --------- | -------------------- | ---------------- | ----- |
| 1.        | 「こんなに好きになっちゃっていいの?」                                          | 秋元康    | 前迫潤哉、7th Avenue | 7th Avenue       | 5:19  |
| 2.        | 「ホントの時間」                                                               | 秋元康    | 野村陽一郎           | 野村陽一郎       | 5:03  |
| 3.        | 「一番好きだとみんなに言っていた小説のタイトルを思い出せない」(上村ひなのソロ) | 秋元康    | 辻村有記、伊藤賢     | 辻村有記、伊藤賢 | 4:43  |
| 4.        | 「こんなに好きになっちゃっていいの? off vocal ver.」                           |           | 前迫潤哉、7th Avenue | 7th Avenue       | 5:19  |
| 5.        | 「ホントの時間 off vocal ver.」                                                |           | 野村陽一郎           | 野村陽一郎       | 5:03  |
| 6.        | 「一番好きだとみんなに言っていた小説のタイトルを思い出せない off vocal ver.」  |           | 辻村有記、伊藤賢     | 辻村有記、伊藤賢 | 4:42  |
| 合計時間: | 合計時間:                                                                      | 合計時間: | 合計時間:            | 合計時間:        | 30:09 |

| #         | タイトル                                                                   | 作詞      | 作曲・編曲 | 監督     | 時間  |
| --------- | -------------------------------------------------------------------------- | --------- | ---------- | -------- | ----- |
| 1.        | 「こんなに好きになっちゃっていいの? Music Video」                          |           |            | 池田一真 | 5:29  |
| 2.        | 「一番好きだとみんなに言っていた小説のタイトルを思い出せない Music Video」 |           |            | 児山隆   | 5:27  |
| 3.        | 「潮紗理菜」(ひなたの休日)                                                 |           |            | 鈴木郁実 | 9:42  |
| 4.        | 「加藤史帆」(ひなたの休日)                                                 |           |            | 鈴木郁実 | 10:21 |
| 5.        | 「齊藤京子」(ひなたの休日)                                                 |           |            | 鈴木郁実 | 7:03  |
| 6.        | 「佐々木久美」(ひなたの休日)                                               |           |            | 鈴木郁実 | 8:54  |
| 7.        | 「東村芽依」(ひなたの休日)                                                 |           |            | 鈴木郁実 | 8:08  |
| 8.        | 「松田好花」(ひなたの休日)                                                 |           |            | 鈴木郁実 | 10:28 |
| 合計時間: | 合計時間:                                                                  | 合計時間: | 65:32      |          |       |

### Type-C
| #         | タイトル                                             | 作詞      | 作曲                 | 編曲       | 時間  |
| --------- | ---------------------------------------------------- | --------- | -------------------- | ---------- | ----- |
| 1.        | 「こんなに好きになっちゃっていいの?」                | 秋元康    | 前迫潤哉、7th Avenue | 7th Avenue | 5:19  |
| 2.        | 「ホントの時間」                                     | 秋元康    | 野村陽一郎           | 野村陽一郎 | 5:03  |
| 3.        | 「ママのドレス」                                     | 秋元康    | 野村陽一郎           | 野村陽一郎 | 4:02  |
| 4.        | 「こんなに好きになっちゃっていいの? off vocal ver.」 |           | 前迫潤哉、7th Avenue | 7th Avenue | 5:19  |
| 5.        | 「ホントの時間 off vocal ver.」                      |           | 野村陽一郎           | 野村陽一郎 | 5:01  |
| 6.        | 「ママのドレス off vocal ver.」                      |           | 野村陽一郎           | 野村陽一郎 | 4:01  |
| 合計時間: | 合計時間:                                            | 合計時間: | 合計時間:            | 合計時間:  | 28:45 |

| #         | タイトル                                          | 作詞      | 作曲・編曲 | 監督     | 時間  |
| --------- | ------------------------------------------------- | --------- | ---------- | -------- | ----- |
| 1.        | 「こんなに好きになっちゃっていいの? Music Video」 |           |            | 池田一真 | 5:29  |
| 2.        | 「ママのドレス Music Video」                      |           |            | 安藤隼人 | 4:18  |
| 3.        | 「佐々木美玲」(ひなたの休日)                      |           |            | 鈴木郁実 | 9:07  |
| 4.        | 「高瀬愛奈」(ひなたの休日)                        |           |            | 鈴木郁実 | 8:06  |
| 5.        | 「小坂菜緒」(ひなたの休日)                        |           |            | 鈴木郁実 | 9:06  |
| 6.        | 「富田鈴花」(ひなたの休日)                        |           |            | 鈴木郁実 | 10:06 |
| 7.        | 「渡邉美穂」(ひなたの休日)                        |           |            | 鈴木郁実 | 10:09 |
| 8.        | 「上村ひなの」(ひなたの休日)                      |           |            | 鈴木郁実 | 8:54  |
| 合計時間: | 合計時間:                                         | 合計時間: | 65:15      |          |       |

### 通常盤
| #         | タイトル                                             | 作詞      | 作曲                 | 編曲       | 時間  |
| --------- | ---------------------------------------------------- | --------- | -------------------- | ---------- | ----- |
| 1.        | 「こんなに好きになっちゃっていいの?」                | 秋元康    | 前迫潤哉、7th Avenue | 7th Avenue | 5:19  |
| 2.        | 「ホントの時間」                                     | 秋元康    | 野村陽一郎           | 野村陽一郎 | 5:03  |
| 3.        | 「川は流れる」                                       | 秋元康    | 中野領太             | 中野領太   | 4:42  |
| 4.        | 「こんなに好きになっちゃっていいの? off vocal ver.」 |           | 前迫潤哉、7th Avenue | 7th Avenue | 5:19  |
| 5.        | 「ホントの時間 off vocal ver.」                      |           | 野村陽一郎           | 野村陽一郎 | 5:03  |
| 6.        | 「川は流れる off vocal ver.」                        |           | 中野領太             | 中野領太   | 4:41  |
| 合計時間: | 合計時間:                                            | 合計時間: | 合計時間:            | 合計時間:  | 30:07 |

### Special Edition
| 全作詞: 秋元康。 |                                                                |           |                      |                  |      |
| #                | タイトル                                                       | 作詞      | 作曲                 | 編曲             | 時間 |
| 1.               | 「こんなに好きになっちゃっていいの?」                          | 秋元康    | 前迫潤哉、7th Avenue | 7th Avenue       | 5:19 |
| 2.               | 「ホントの時間」                                               | 秋元康    | 野村陽一郎           | 野村陽一郎       | 5:03 |
| 3.               | 「まさか 偶然…」                                               | 秋元康    | ふるっぺ             | ふるっぺ         | 5:02 |
| 4.               | 「一番好きだとみんなに言っていた小説のタイトルを思い出せない」 | 秋元康    | 辻村有記、伊藤賢     | 辻村有記、伊藤賢 | 4:43 |
| 5.               | 「ママのドレス」                                               | 秋元康    | 野村陽一郎           | 野村陽一郎       | 4:02 |
| 6.               | 「川は流れる」                                                 | 秋元康    | 中野領太             | 中野領太         | 4:42 |
| 合計時間:        | 合計時間:                                                      | 合計時間: | 合計時間:            | 28:51            |      |

## 選抜メンバー

### こんなに好きになっちゃっていいの?
（センター：小坂菜緒）
- 3列目：佐々木久美、富田鈴花、井口眞緒、丹生明里、上村ひなの、河田陽菜、高瀬愛奈、潮紗理菜、宮田愛萌[9]
- 2列目：東村芽依、松田好花、金村美玖、佐々木美玲、渡邉美穂、高本彩花[9]
- 1列目：齊藤京子、小坂菜緒、加藤史帆[9]

### ホントの時間
- 井口眞緒、潮紗理菜、加藤史帆、齊藤京子、佐々木久美、佐々木美玲、高瀬愛奈、高本彩花、東村芽依、金村美玖、河田陽菜、小坂菜緒、富田鈴花、丹生明里、松田好花、宮田愛萌、渡邉美穂、上村ひなの[22][23]

### まさか 偶然…
- 富田鈴花、松田好花[22][23][24]

### 一番好きだとみんなに言っていた小説のタイトルを思い出せない
- 上村ひなの[22][23][25]

### ママのドレス
- 潮紗理菜、加藤史帆、齊藤京子、佐々木久美、高本彩花[22][23][26]

### 川は流れる
- 井口眞緒、潮紗理菜、加藤史帆、齊藤京子、佐々木久美、佐々木美玲、高瀬愛奈、高本彩花、東村芽依、金村美玖、河田陽菜、小坂菜緒、富田鈴花、丹生明里、松田好花、宮田愛萌、渡邉美穂、上村ひなの[22][23]

## ライブ
本作の発売を記念したワンマンライブ『日向坂46 3rdシングル発売記念ワンマンライブ』がさいたまスーパーアリーナで2019年9月26日に開催された。ライブ当日にはライブビューイングが全国の映画館で実施された。
| 日程          | 開場 / 開演   | 都市   | 会場                     |
| ------------- | ------------- | ------ | ------------------------ |
| 2019年9月26日 | 17:00 / 18:30 | 埼玉県 | さいたまスーパーアリーナ |